# 春秋繁露
『春秋繁露』（しゅんじゅうはんろ）は、前漢の董仲舒の作とされる書物。『春秋公羊伝』の説に従いつつ、君主権の強化や革命説を重視し、また災異説・陰陽五行説についても述べる。

## 成立
『漢書』董仲舒伝によると、董仲舒には著作123篇があったが、ほかに『春秋』のことを説いた『得失』『聞挙』『玉杯』『蕃露』『清明』『竹林』など全部で数十篇、十余万言があったという。いっぽう、芸文志には「董仲舒百二十三篇」と「公羊董仲舒治獄十六篇」の2書をあげる。しかし、『春秋繁露』という書名は漢代には見えず、『後漢書』にも「董仲舒書」とのみ言って書名をあげない。
『西京雑記』巻2に、董仲舒が蛟龍が懐に入る夢を見て『春秋繁露』を作ったという伝説が見える。目録では南朝梁の阮孝緒『七録』にはじめて『春秋繁露』の書名が現れる。
以上のように『春秋繁露』の出現する時代が遅いため、董仲舒の真作かどうかには議論が多い。欧陽脩が「その真を失うもの」と評価したほか、朱熹は偽書と断じた。しかし『四庫全書総目提要』は「全部が董仲舒の作とは言えないにしても、後世の人の偽作ではありえない」としている。
思想的には『漢書』五行志に見える董仲舒の災異説が五行説を介在させていないのに対して、『春秋繁露』が五行思想にもとづいているという違いが指摘されている。田中麻紗巳によれば、『春秋繁露』で「五行」が題についている9篇のうち、前半に収録された4篇は董仲舒の思想に近いが、五行逆順から五行五事までの5篇は武帝以降の思想と考える必要はないものの、董仲舒の作とは考えにくいという。

## 構成・内容
『春秋繁露』は17巻82篇からなるが、うち39・40・54の3篇は現行本に欠けており、実質79篇である。
- 巻1：楚荘王、玉杯
- 巻2：竹林
- 巻3：玉英、精華
- 巻4：王道
- 巻5：滅国上、滅国下、随本消息、盟会要、正貫、十指、重政
- 巻6：服制象、二端、符瑞、兪序、離合根、立元神、保位権
- 巻7：考功名、通国身、三代改制質文、官制象天、堯舜不擅移湯武不専殺、服制
- 巻8：度制、爵国、仁義法、必仁且知
- 巻9：身之養重於義、対膠西王越大夫不得為仁、観徳、奉本
- 巻10：深察名号、実性、諸侯、五行対、（欠）、（欠）
- 巻11：為人者天、五行之義、陽尊陰卑、王道通三、天容、天辨在人、陰陽位
- 巻12：陰陽終始、陰陽義、陰陽出入上下、天道無二、煖燠孰多、基義、（欠）
- 巻13：四時之副、人副天数、同類相動、五行相生、五行相勝、五行逆順、治水五行
- 巻14：治乱五行、五行変救、五行五事、郊語
- 巻15：郊義、郊祭、四祭、郊祀、順命、郊事対
- 巻16：執贄、山川頌、求雨、止雨、祭義、循天之道
- 巻17：天地之行、威徳所生、如天之為、天地陰陽、天道施

全体に公羊説の立場から儒教の理念を説いているが、陰陽五行説を利用している箇所も多い。本文の形式はかならずしも統一されておらず、五行対は河間献王の問に董仲舒が答えるという形式を取っており、また対膠西王越大夫不得為仁と郊事対は董仲舒の上奏文の形式を取る。
基義では陰陽と君臣・父子・夫婦の関係を同様のものと考えており、これは後の『白虎通』の三綱六紀につながる考えであるという。
巻6の離合根、立元神、保位権の3篇は道家・法家の色彩が濃く、他と異なっている。田中麻紗巳は董仲舒が若いころの作かとする。

## テクスト・注釈
董仲舒は漢魏六朝には重んじられたが、唐以後は関心が持たれなくなった。
北宋の『崇文総目』には『春秋繁露』17巻82篇と見えているものの、すでに完本を得るのは困難になっており、楼郁の出版した慶暦7年（1047年）序の本も不完全であった。南宋の楼鑰（楼郁の玄孫）が四種類の本をもとに完全に近い校訂本を出版したが、それでも3篇を欠いていた。現存する本はみな楼鑰本をもとにしている。
明代の重刻本に欠落が多かったため、四庫全書本は『永楽大典』に引かれている楼鑰本から復元したものである。叢書に収録された本では『漢魏叢書』本や盧文弨の抱経堂本などがある。
清では凌曙『春秋繁露注』、蘇輿『春秋繁露義証』が出版された。中華民国にはいってからは劉師培『春秋繁露斠補』がある。

## 影響
南宋の程大昌に、『春秋繁露』の体裁を襲った『演繁露』という著作がある。ただし程大昌の見た『春秋繁露』は不完全であったため、これを小説のようなものと見なしていた。
『春秋繁露』は『白虎通義』と並んで今文説の代表的な書物であるため、清の公羊学派に重視された。魏源に『董子春秋発微』、康有為に『春秋董氏学』の著がある。

## 日本語訳
- 日原利国 訳『春秋繁露』明徳出版社〈中国古典新書〉、1977年。

1990年代以降、東洋大学の春秋繁露研究会が『春秋繁露』註釋稿を発表していた。

## 英訳
- Sarah A. Queen, John S. Major, Luxuriant Gems of the Spring and Autumn, Columbia Univ Press, 2015.